# Augustin Chantrel
Jean Baptiste Augustin Henri Marie-Joseph Chantrel (Mers-les-Bains, 11 novembre 1906 – 4 settembre 1956) è stato un calciatore francese.

## Carriera

### Club
Chantrel iniziò la sua carriera nel Red Star dove vinse una Coppa di Francia. Nel 1930 passò al CASG Paris e successivamente vestì la maglia dell'Amiens per un breve periodo. Nel 1934, tornò al Red Star in cui chiuse la carriera. Nella sua ultima stagione, fu giocatore-allenatore del Red Star e aiutò l'argentino Guillermo Stábile a vincere il campionato di Division 2.

### Nazionale
Chantrel giocò con la Nazionale francese nell'Olimpiadi 1928 e nel Mondiale 1930.

## Palmarès

### Club
- Coppa di Francia: 1

Red Star: 1928